# Liste des routes d'État en Virginie-Occidentale
Les routes d'État en Virginie-Occidentale sont entretenues par le West Virginia Division of Highways (WVDOH).

## Liste des routes d'État
| Numéro       | Longueur (mi) | Longueur (km) | Terminus sud / ouest | Terminus nord / est                                                                                   | Créée    | Notes                                                          |
| ------------ | ------------- | ------------- | --- | --- | -------- | -------------------------------------------------------------- |
| WV 2         | 230,60        | 371,10        | US 60 à Huntington | US 30 à Chester                                                                                       | 1922     |                                                                |
| WV 3         | 186,00        | 299,30        | WV 10 à West Hamlin | WV 311 à Sweet Springs                                                                                | 1931     |                                                                |
| WV 4         | 96,60         | 155,50        | US 119 à Clendenin | WV 20 à Rock Cave                                                                                     | 1937     |                                                                |
| WV 5         | 71,60         | 115,20        | WV 14 à Elizabeth | US 19 / WV 4 à Heaters                                                                                | 1938     |                                                                |
| WV 6         | 0,60          | 0,97          | WV 61 à Montgomery | US 60 à Smithers                                                                                      | 1956     | Route non-indiquée                                             |
| WV 7         | 102,50        | 165,00        | SR 536 à la frontière de l'Ohio à New Martinsville                                                                            | MD 39 à la frontière du Maryland près de Corinth                                                      | 1922     |                                                                |
| WV 8         | 8,30          | 13,40         | WV 2 à New Cumberland | US 30 près de Chester                                                                                 | 1968     |                                                                |
| WV 9         | 74,00         | 119,00        | MD 51 à la frontière du Maryland à Paw Paw                                                                                    | SR 9 à la frontière de la Virginie près de Keyes Gap                                                  | 1922     |                                                                |
| WV 10        | 148,50        | 239,00        | US 19 à Kegley | US 60 à Huntington                                                                                    | 1922     |                                                                |
| WV 12        | 48,60         | 78,20         | US 219 à Peterstown | US 30 près d'Alta                                                                                     | 1941     |                                                                |
| WV 14        | 59,00         | 95,00         | US 33 à Spencer | I-77 / US 31 à Williamstown                                                                           | 1922     |                                                                |
| WV 15        | 64,10         | 103,20        | WV 4 près de Sutton | US 219 / WV 55 à Valley Head                                                                          | 1922     |                                                                |
| WV 16        | 252,90        | 407,00        | SR 16 à la frontière de la Virginie à Bishop                                                                                  | WV 2 à Saint Marys                                                                                    | 1922     |                                                                |
| WV 17        | 30,40         | 48,90         | WV 10 à Stollings | WV 85 à Madison                                                                                       | 1976     |                                                                |
| WV 18        | 57,40         | 92,40         | WV 47 à Troy | Traversier de Sistersville                                                                            | 1922     |                                                                |
| WV 20        | 256,20        | 412,30        | US 52 à Bluewell | WV 7 près de New Martinsville                                                                         | 1931     |                                                                |
| WV 23        | 27,00         | 43,50         | Main Street à Salem | WV 18 à Tyler                                                                                         | 1940     |                                                                |
| WV 24        | 5,60          | 9,00          | US 219 à Silver Lake | US 50 à Brookside                                                                                     | 1935     |                                                                |
| WV 25        | 12,47         | 20,07         | WV 62 à Rock Branch | US 60 à Charleston                                                                                    | 1935     |                                                                |
| WV 26        | 41,30         | 66,50         | US 50 à Fellowsville | PA 281 à la frontière de la Pennsylvanie près de Glade Farms                                          | 1922     |                                                                |
| WV 27        | 5,80          | 9,30          | WV 2 à Wellsburg | PA 844 à la frontière de la Pennsylvanie près de Wellsburg                                            | 1922     |                                                                |
| WV 28        | 150,80        | 242,70        | WV 39 à Huntersville | MD 61 à la frontière du Maryland à Wiley Ford                                                         | 1922     |                                                                |
| WV 29        | 69,30         | 111,50        | US 48 / WV 55 / WV 259 à Baker                                                                                                | WV 9 près de Paw Paw                                                                                  | 1928     |                                                                |
| WV 31        | 36,70         | 59,10         | WV 16 à Harrisville | WV 14 à Williamstown                                                                                  | 1934     |                                                                |
| WV 32        | 21,80         | 35,10         | US 33 / WV 55 à Harman | US 48 / US 219 à Thomas                                                                               | 1931     |                                                                |
| WV 34        | 51,00         | 82,10         | WV 3 près de Hamlin | I-77 à Kenna                                                                                          | 1922     |                                                                |
| WV 36        | 36,20         | 58,30         | WV 4 à Maysel | US 119 à Spencer                                                                                      | 1922     |                                                                |
| WV 37        | 39,40         | 63,40         | KY 3 Spur à la frontière du Kentucky à Fort Gay                                                                               | WV 10 près de Ranger                                                                                  | 1922     |                                                                |
| WV 38        | 20,00         | 32,20         | US 250 près de Philippi | WV 72 près de Saint George                                                                            | 1957     |                                                                |
| WV 39        | 106,20        | 170,90        | US 60 / WV 16 à Gauley Bridge                                                                                                 | SR 39 à la frontière de la Virginie à Rimel                                                           | 1922     |                                                                |
| WV 41        | 64,80         | 104,30        | WV 210 à Beckley | WV 55 près de Calvin                                                                                  | 1922     |                                                                |
| WV 42        | 40,70         | 65,50         | WV 28 / WV 55 à Petersburg | MD 38 à la frontière du Maryland à Blaine                                                             | 1922     |                                                                |
| WV 43        | 4,20          | 6,80          | I-68 à Cheat Lake | PA 43 à la frontière de la Pennsylvanie près de Cheat Lake                                            | 2011     |                                                                |
| WV 44        | 16,80         | 27,00         | US 52 près de Mountain View                                                                                                   | WV 73 à Logan                                                                                         | 1977     |                                                                |
| WV 45        | 25,80         | 41,50         | SR 681 à la frontière de la Virginie près de Glengary                                                                         | WV 230 / WV 480 à Shepherdstown                                                                       | 1932     |                                                                |
| WV 46        | 32,00         | 51,50         | WV 42 à Elk Garden MD 36 / MD 135 à la frontière du Maryland à Piedmont                                                       | MD 135 à la frontière du Maryland près de Beryl WV 28 à Fort Ashby                                    | 1922     |                                                                |
| WV 47        | 62,50         | 100,60        | WV 618 à Parkersburg | US 33 / US 119 à Linn                                                                                 | 1928     |                                                                |
| WV 49        | 18,90         | 30,40         | KY 194 Spur à la frontière du Kentucky près de Vulcan                                                                         | US 52 près de Williamson                                                                              | 1935     |                                                                |
| WV 51        | 18,20         | 29,30         | WV 45 près de Gerrardstown | US 340 / WV 9 à Charles Town                                                                          | 1932     |                                                                |
| WV 53        | 9,80          | 15,80         | WV 5 près d'Elizabeth | WV 47 près de Cisco                                                                                   | 1931     |                                                                |
| WV 54        | 18,60         | 29,90         | WV 16 à Mullens | WV 16 / WV 97 près de Sophia                                                                          | 1957     |                                                                |
| WV 55        | 227,90        | 366,80        | US 19 à Muddlety | US 48 / SR 55 à la frontière de la Virginie près de Wardensville                                      | 1940     |                                                                |
| WV 57        | 11,80         | 19,00         | WV 20 près de Romines Mills                                                                                                   | US 119 près de Philippi                                                                               | 1922     |                                                                |
| WV 58        | 6,00          | 9,70          | WV 20 à Stonewood | US 50 à Bridgeport                                                                                    | 1957     |                                                                |
| WV 61        | 63,30         | 101,90        | WV 41 à Piney View | US 60 à Charleston                                                                                    | 1922     |                                                                |
| WV 62        | 100,83        | 162,27        | WV 25 à Dunbar | I-77 / US 33 à Ripley                                                                                 | 1922     |                                                                |
| WV 63        | 21,50         | 34,60         | WV 12 à Alderson | US 60 à Caldwell                                                                                      | 1933     |                                                                |
| WV 65        | 23,80         | 38,30         | WV 49 à Matewan | US 52 à Naugatuck                                                                                     | 1933     |                                                                |
| WV 66        | 16,10         | 25,90         | US 219 / WV 55 près de Snowshoe                                                                                               | WV 28 / WV 92 près de Green Bank                                                                      | 1990     |                                                                |
| WV 67        | 9,70          | 15,60         | WV 2 à Wellsburg | PA 331 à la frontière de la Pennsylvanie près de Bethany                                              | 1933     |                                                                |
| WV 68        | 34,90         | 56,20         | US 33 / WV 2 à Ravenswood | I-77 / WV 2 près de Parkersburg                                                                       | 1978     |                                                                |
| WV 69        | 3,50          | 5,60          | US 250 à Hundred | PA 18 à la frontière de la Pennsylvanie à Burton                                                      | 1961     |                                                                |
| WV 71        | 11,30         | 18,20         | US 52 à Bluewell | WV 10 à Matoaka                                                                                       | 1935     |                                                                |
| WV 72        | 55,70         | 89,60         | WV 32 près de Red Creek | WV 7 à Kingwood                                                                                       | 1923     |                                                                |
| WV 73        | 2,40          | 3,90          | US 119 à Verdunville | WV 10 à Logan                                                                                         | 1996     |                                                                |
| WV 74        | 36,20         | 58,30         | WV 47 à Coxs Mills | WV 18 à Josephs Mills                                                                                 | 1924     |                                                                |
| WV 75        | 12,10         | 19,50         | US 60 à Kenova | WV 152 à Lavalette                                                                                    | 1924     |                                                                |
| WV 76        | 16,00         | 25,70         | US 50 à Bridgeport | US 119 / US 250 près de Philippi                                                                      | 1961     |                                                                |
| WV 80        | 41,10         | 66,10         | WV 83 à Bradshaw | WV 10 près de Man                                                                                     | 1941     |                                                                |
| WV 82        | 16,80         | 27,00         | US 19 à Birch River | WV 20 à Cowen                                                                                         | 1990     |                                                                |
| WV 83        | 17,70         | 28,50         | SR 83 à la frontière de la Virginie près de Jolo                                                                              | WV 16 à War                                                                                           | 1928     |                                                                |
| WV 84        | 4,60          | 7,40          | WV 92 à Frost | SR 84 à la frontière de la Virginie près de Frost                                                     | 1928     |                                                                |
| WV 85        | 45,10         | 72,60         | WV 10 à Oceana | US 119 près de Danville                                                                               | 1961     |                                                                |
| WV 86        | 5,90          | 9,50          | US 250 / WV 2 à Glen Dale | WV 88 près de Benwood                                                                                 | 1957     |                                                                |
| WV 87        | 13,00         | 20,90         | WV 2 près de Mount Alto | WV 62 près d'Evans                                                                                    | 1937     |                                                                |
| WV 88        | 32,20         | 51,80         | US 250 à Limestone | WV 27 près de Wellsburg                                                                               | 1928     |                                                                |
| WV 90        | 12,90         | 20,80         | US 219 près de Thomas | US 50 à Gormania                                                                                      | 1930     |                                                                |
| WV 92        | 162,30        | 261,20        | US 60 à White Sulphur Springs                                                                                                 | WV 7 à Reedsville                                                                                     | 1930     |                                                                |
| WV 93        | 37,80         | 60,80         | US 48 / WV 32 à Davis | US 220 près de Keyser                                                                                 | 1957     |                                                                |
| WV 94        | 10,00         | 16,10         | WV 3 à Racine | WV 61 à Marmet                                                                                        | 1982     |                                                                |
| WV 95        | 6,20          | 10,00         | WV 68 près de Parkersburg | I-77 / WV 2 à Parkersburg                                                                             | 1961     |                                                                |
| WV 97        | 48,90         | 78,70         | US 52 / WV 80 à Hanover | I-64 / I-77 / WV 16 à Mabscott                                                                        | 1971     |                                                                |
| WV 98        | 6,10          | 9,80          | US 50 près de Clarksburg | WV 20 à Nutter Fort                                                                                   | 1978     |                                                                |
| WV 99        | 13,80         | 22,20         | WV 85 près de Kopperston | WV 3 à Glen Daniel                                                                                    | 1967     |                                                                |
| WV 100       | 9,50          | 15,30         | US 19 à Westover | US 19 près de Maidsville                                                                              | 1957     |                                                                |
| WV 101       | 0,98          | 1,58          | US 60 à Huntington | US 60 à Huntington                                                                                    | 1993     |                                                                |
| WV 102       | 3,20          | 5,10          | SR 102 à la frontière de la Virginie près de Bluestone                                                                        | SR 102 à la frontière de la Virginie à Yards                                                          | 1959     |                                                                |
| WV 103       | 11,10         | 17,90         | US 52 / WV 16 près de Welch                                                                                                   | WV 161 près de Pageton                                                                                | 1978     |                                                                |
| WV 104       | 1,20          | 1,90          | WV 20 à Princeton | US 460 à Princeton                                                                                    | 1978     |                                                                |
| WV 105       | 4,70          | 7,60          | WV 2 à Weirton | US 22 à Weirton                                                                                       | 1978     |                                                                |
| WV 106       | —             | —             | US 60 à Huntington | SR 106 à la frontière de l'Ohio à Huntington                                                          | 1980     |                                                                |
| WV 107       | 1,80          | 2,90          | WV 3 à Hinton | WV 20 à Hinton                                                                                        | 1981     |                                                                |
| WV 112       | 14,00         | 22,50         | US 19 près de Bluefield | US 460 à Oakvale                                                                                      | —        |                                                                |
| WV 114       | 7,94          | 12,78         | US 60 à Charleston | I-79 près de Big Chimney                                                                              | —        |                                                                |
| WV 115       | 19,20         | 30,90         | WV 9 près de Mannings | WV 9 près de Baker Heights                                                                            | —        |                                                                |
| WV 120       | —             | —             | Bramwell | Frontière de la Virginie                                                                              | proposée | Amélioration proposée de la CR 120                             |
| WV 121       | —             | —             | WV 54 à Mullens | WV 16 à Sophia                                                                                        | —        | Future US 121, sera déclassée lorsque la US 121 sera complétée |
| WV 122       | 13,20         | 21,20         | WV 12 à Forest Hill | US 219 près de Rock Camp                                                                              | —        |                                                                |
| WV 123       | 9,90          | 15,90         | SR 643 à la frontière de la Virginie près de Falls Mills, VA                                                                  | US 19 / US 460 près de Bluefield                                                                      | —        |                                                                |
| WV 125       | 10,00         | 16,10         | WV 20 près de Hinton | I-64 à Sandstone                                                                                      | proposée |                                                                |
| WV 127       | 7,60          | 12,20         | WV 29 près de Forks of Cacapon                                                                                                | SR 127 à la frontière de la Virginie près de Good                                                     | —        |                                                                |
| WV 129       | 11,90         | 19,20         | WV 39 à Drennen | WV 41 à Mount Nebo                                                                                    | —        |                                                                |
| WV 131       | 10,90         | 17,50         | US 19 à Shinnston | US 50 à Bridgeport                                                                                    | —        |                                                                |
| WV 150       | 22,50         | 36,20         | WV 39 / WV 55 près de Mill Point                                                                                              | US 219 / WV 55 près d'Edray                                                                           | —        |                                                                |
| WV 152       | 44,80         | 72,10         | US 52 près de Crum | I-64 / WV 527 à Huntington                                                                            | —        |                                                                |
| WV 154       | 23,00         | 37,00         | Ghent | Près d'Ashland                                                                                        | proposée | Shawnee Parkway                                                |
| WV 161       | 20,60         | 33,20         | WV 16 à Bishop | US 52 à Elkhorn                                                                                       | —        |                                                                |
| WV 180       | 7,39          | 11,89         | WV 18 près de Middlebourne | WV 2 près de New Martinsville                                                                         | —        |                                                                |
| WV 193       | 3,60          | 5,80          | US 60 à Barboursville | WV 2 près de Lesage                                                                                   | 2005     |                                                                |
| WV 208       | 7,00          | 11,26         | WV 2 près de New Manchester                                                                                                   | WV 8 près de Chester                                                                                  | proposée | Amélioration proposée de la CR 208                             |
| WV 210       | 2,90          | 4,70          | US 19 à Beckley | WV 16 à Beckley                                                                                       | —        |                                                                |
| WV 211       | 1,40          | 2,30          | WV 16 à Mount Hope | WV 16 / WV 61 à Mount Hope                                                                            | —        |                                                                |
| WV 214       | 22,00         | 35,40         | WV 3 à Yawkey | US 119 / WV 601 près de South Charleston                                                              | 1972     |                                                                |
| WV 218       | 22,80         | 36,70         | US 19 à Worthington | PA 218 à la frontière de la Pennsylvanie à Blacksville                                                | —        |                                                                |
| WV 230       | 9,20          | 14,80         | US 340 près de Bolivar | WV 45 / WV 480 à Shepherdstown                                                                        | —        |                                                                |
| WV 251       | 0,30          | 0,48          | Wheeling | Wheeling                                                                                              | —        | Pont suspendu de Wheeling                                      |
| WV 252       | —             | —             | Wheeling | Wheeling                                                                                              | —        | Pont Aetnaville transformé en piste multifonctionnelle         |
| WV 259       | 45,60         | 73,40         | SR 259 à la frontière de la Virginie près de Mathias                                                                          | SR 259 à la frontière de la Virginie à High View                                                      | —        |                                                                |
| WV 270       | 5,90          | 9,50          | US 19 à West Milford | I-79 à Lost Creek                                                                                     | —        |                                                                |
| WV 273       | 1,30          | 2,10          | I-79 à Pleasant Valley | WV 310 à Fairmont                                                                                     | 2010     |                                                                |
| WV 279       | 3,50          | 5,60          | CR 707 à Bridgeport | US 50 à Bridgeport                                                                                    | 2002     |                                                                |
| WV 305       | 3,00          | 4,80          | WV 54 / WV 97 à Lester | WV 3 près de Surveyor                                                                                 | —        |                                                                |
| WV 307       | 8,40          | 13,50         | US 19 / WV 3 à Beaver | US 19 / WV 3 près de Daniels                                                                          | —        |                                                                |
| WV 310       | 16,20         | 26,10         | US 50 à Grafton | US 19 à Fairmont                                                                                      | —        |                                                                |
| WV 311       | 4,30          | 6,90          | SR 311 à la frontière de la Virginie près de Sweet Springs SR 311 à la frontière de la Virginie près de White Sulphur Springs | SR 311 à la frontière de la Virginie près de Sweet Springs I-64 / US 60 près de White Sulphur Springs | —        |                                                                |
| WV 331       | 4,00          | 6,40          | WV 2 / WV 62 à Mount Alto | WV 62 à Cottageville                                                                                  | —        |                                                                |
| WV 479       | —             | —             | Rivesville | I-79                                                                                                  | proposée | Connecteur entre Rivesville et l'I-79                          |
| WV 480       | 5,64          | 9,08          | WV 115 à Kearneysville | MD 34 à la frontière du Maryland à Shepherdstown                                                      | —        |                                                                |
| WV 501       | —             | —             | WV 62 à Tyler Mountain | WV 622 à Tyler Heights                                                                                | —        |                                                                |
| WV 527       | 2,25          | 3,62          | I-64 / WV 152 à Huntington | SR 527 à la frontière de l'Ohio à Huntington                                                          | —        |                                                                |
| WV 598       | 2,91          | 4,68          | SR 598 à la frontière de la Virginie près de Bluefield                                                                        | US 52 à Bluefield                                                                                     | —        |                                                                |
| WV 601       | 2,30          | 3,70          | US 119 / WV 214 près de South Charleston                                                                                      | US 60 à South Charleston                                                                              | —        |                                                                |
| WV 612       | 8,40          | 13,52         | I-64 / I-77 près de Mossy | US 19 près d'Oak Hill                                                                                 | —        |                                                                |
| WV 618       | 3,90          | 6,30          | SR 32 à la frontière de l'Ohio à Parkersburg                                                                                  | US 50 à Parkersburg                                                                                   | 2005     |                                                                |
| WV 622       | 17,45         | 28,08         | WV 25 près d'Institute | I-77 près de Pocatalico                                                                               | —        |                                                                |
| WV 635       | 3,71          | 5,97          | SR 616 / SR 635 à la frontière de la Virginie à Wimmer Gap                                                                    | WV 83 à Jolo                                                                                          | —        |                                                                |
| WV 705       | 3,50          | 5,60          | US 19 / WV 7 à Morgantown | US 119 à Morgantown                                                                                   | —        |                                                                |
| WV 707       | —             | —             | WV 279 à McAlpin | WV 131 à McAlpin                                                                                      | proposée | Amélioration proposée de la CR 707                             |
| WV 807       | 0,35          | 0,56          | WV 2 à Saint Marys | SR 807 à la frontière de l'Ohio à Saint Marys                                                         | 1973     | Pont Hi Carpenter Memorial                                     |
| WV 817       | 26,12         | 42,04         | US 60 près de Saint Albans | US 35 à Point Pleasant                                                                                | 2008     |                                                                |
| WV 857       | —             | —             | US 119 près de Morgantown | PA 857 à la frontière de la Pennsylvanie près de Morgantown                                           | proposée | Amélioration proposée de la CR 857                             |
| WV 869       | 0,94          | 1,51          | US 35 près de Fraziers Bottom                                                                                                 | WV 62 près de Buffalo                                                                                 | 1998     |                                                                |
| WV 891       | 2,29          | 3,69          | US 250 près de Cameron | PA 21 à la frontière de la Pennsylvanie près de Cameron                                               | 1980     |                                                                |
| WV 892       | 9,95          | 16,01         | WV 68 près de Lubeck | US 50 / WV 68 près de Lubeck                                                                          | —        |                                                                |
| WV 901       | 5,65          | 9,09          | WV 9 à Hedgesville | US 11 à Falling Waters                                                                                | —        |                                                                |
| WV 956       | 4,18          | 6,73          | MD 956 à la frontière du Maryland près de Rocket Center                                                                       | WV 28 à Short Gap                                                                                     | —        |                                                                |
| WV 971       | 10,23         | 16,46         | WV 97 à Baileysville | WV 10 à Oceana                                                                                        | —        |                                                                |
| - Non-ouvert |               |               | | |          |                                                                |